# Всемирный сионистский конгресс
Всемирный сионистский конгресс (ивр. הקונגרס הציוני העולמי‎, ха-Конгрес ха-Циони ха-Олами) — собрание представителей сионистского движения.
Первый конгресс состоялся в 1897 году в городе Базеле (Швейцария), под руководством Теодора Герцля.

## История
Первый сионистский конгресс (с 29 по 31 августа 1897 года) имел целью воссоздать в Палестине, на родине еврейского народа, своё государство, которое было бы признано международным правом. Для претворения в жизнь целей конгресса была принята «Базельская программа» и создана Всемирная сионистская организация (ВСО).
В первом конгрессе приняло участие двести четыре делегата из еврейских общин семнадцати стран. С 1921 года национальные сионистские организации приобретают характер партий. С 1897 по 1946 год конгресс собирался в крупных европейских городах каждые два года, а после создания государства Израиль его стали проводить в Иерусалиме раз в четыре года. В июне 2010 года состоялся 36-й конгресс.
Языком конгресса был вначале немецкий (речи на других европейских языках, а также на иврите и идише  переводились специальными секретарями на немецкий), а с 1933 года — английский.
Примечательно, что первый конгресс планировался в Мюнхене, однако из-за противодействия ортодоксальной общины города и «протестраббинеров» (сторонников антисионистской декларации, подписанной в 1890 году тремя лидерами реформистских общин Германии) его пришлось перенести в Базель.

Право участвовать в выборе делегатов имел любой еврей, достигший в год проведения Конгресса восемнадцатилетнего возраста и состоящий в одной из организаций, входящих в сионистскую федерацию в стране жительства:
Every Jew who has reached the age of 18 in the year of the opening of the Congress and is a member in good standing of the Zionist Federation shall be entitled to vote to Congress as set out in the Regulations for the Membership Drive (Resolution 22 of the Zionist General Council, January 1976).